# ダニー・カメコナ
ダニー・カメコナ（Danny Kamekona,  1935年11月15日 - 1996年5月2日）は、アメリカ合衆国の俳優である。身長167cm。

## 来歴
1935年、ハワイ州ヒロで日系人家庭に生まれる。1968年にテレビシリーズ『ハワイ5-0』へ出演してテレビデビュー。その後の1974年にはレッド・フォックスらが出演したシットコムの『Sanford and Son』やジョニー・デップ主演のアクション・ドラマ『21ジャンプストリート』などへも出演した。
1970年代から80年代中盤までテレビドラマを中心にキャリアを構築。1986年にパット・モリタ、ラルフ・マッチオ主演の『ベストキッド2』へ出演した劇場公開映画デビューを果たした。同作では、沖縄県に来日してきた主人公らを待ち受ける傲慢な性格のキャラクター佐藤役で出演している。その後はコンスタントに映画作への出演も積み、日本人役の様々なキャラクターを好演。1993年には日本発でケイン・コスギ主演の特撮シリーズ『ウルトラマンパワード』へも出演している。

### 死去
1996年、カリフォルニア州のロサンゼルスにて死去。60歳だった。

## 出演作品

### 映画
- The Islander (1978) ※テレビ映画
- The Paradise Connection (1979) ※テレビ映画
- マリブ・ビーチ 夏の約束 Gidget's Summer Reunion (1985) ※テレビ映画
- ベストキッド2 The Moment of Truth Part II (1986)
- ブラック・ウィドー Black Widow (1987)
- アロハ・サマー Aloha Summer (1988)
- ベスト・コップ Collision Course (1989)
- ロボ・ジョックス Robot Jox (1989)
- Trenchcoat in Paradise (1989)
- プロブレム・チャイルド/うわさの問題児 Problem Child (1990)
- ヒロシマ/ Hiroshima Hiroshima: Out of the Ashes (1990) ※テレビ映画
- 愛と哀しみの旅路 Come See the Paradise (1990)
- 美しき容疑者 海に消えた真実 And the Sea Will Tell (1991) ※テレビ映画
- ナイトウォリアー Night of the Warrior (1991)
- Goodbye Paradise (1991)
- ハネムーン・イン・ベガス Honeymoon in Vegas (1992)
- Miss America: Behind the Crown (1992)
- 地球最終戦争ロボット・ウォーズ Robot Wars (1993)

### テレビドラマ
- ハワイ5-0 Hawaii Five-O (1968 - 1980)
- Sanford and Son (1976)
- The MacKenzies of Paradise Cove (1979)
- 名探偵ジョーンズ Barnaby Jones (1979)
- ロックフォードの事件メモ The Rockford Files (1979)
- 私立探偵マグナム Magnum, P.I. (1981 - 1984)
- サンタ・バーバラ Santa Barbara (1984)
- 特捜刑事マイアミ・バイス Miami Vice (1987)
- 戦争と追憶 War and Remembrance (1988)
- 21ジャンプストリート 21 Jump Street (1989)
- グッドラックサイゴン Tour of Duty (1989)
- Jake and the Fatman (1989, 1990)
- L.A.ロー 七人の弁護士 L.A. Law (1971)
- 炎のテキサス・レンジャー Walker, Texas Ranger (1993)
- ウルトラマンパワード Ultraman The Ultimate Hero (1993)
- バークにまかせろ Burke's Law (1994 - 1995)